# 接触器

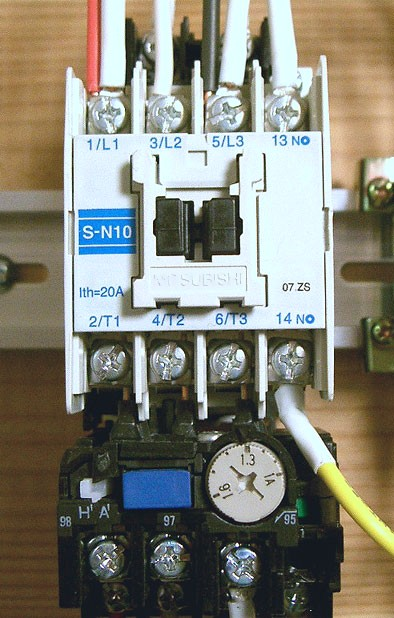
電磁開閉器（上部が電磁接触器、下部がサーマルリレー）

接触器（せっしょくき）は、電動機などの電力機器の起動・停止のために、電力回路を開閉する電力機器である。

## 接触器の仕様
- 定格電圧
- 定格電流
- 定格開閉電流

- 定格投入電流
- 定格短時間耐電流

- 電気的寿命
- 機械的寿命
- 絶縁階級

- 定格制御電圧
- 定格制御電流

- 操作方法

## 接触器の種類
- 電磁接触器(Electromagnetic Contactor)
- 固体接触器(Solid-State Contactor)